# Мама (река)
Мама (эвен. мома — «лесистый») — река в Иркутской области России, левый приток Витима.

## Этимология
По версии М. Н. Мельхеева название реки имеет эвенкийское происхождение. Эвенкийский корень «мо» означает «дерево», «ма» — суффикс, обозначающий материал и цвет, «мома» значит «лесистый, деревянный, древесный», то есть название «Мома» означало лесистое место, впоследствии оно видоизменилось в «Мама».

## География
Образуется слиянием Левой Мамы и Правой Мамы, берущих начало на северных склонах Верхнеангарского хребта. Извилиста. Длина — 406 км (от истока Левой Мамы), площадь бассейна — 18,9 тыс. км². Длина от места слияния Правой Мамы и Левой Мамы до устья — 211 км.
Основные притоки — Большая Слюдянка, Большая Угли, Конкудера, Каверга, Большой Угдокит, Майгунда.
Судоходна от места впадения реки Брамьи до устья (110 км).
В XX веке в бассейне реки велись разработки месторождений слюды-мусковита. Населённые пункты на реке (от истока к устью): Слюдянка, Луговский, Заря, Мама.
Питание преимущественно дождевое. Половодье с мая до сентября. Замерзает в октябре, вскрывается в мае. Характерны летние дождевые паводки.

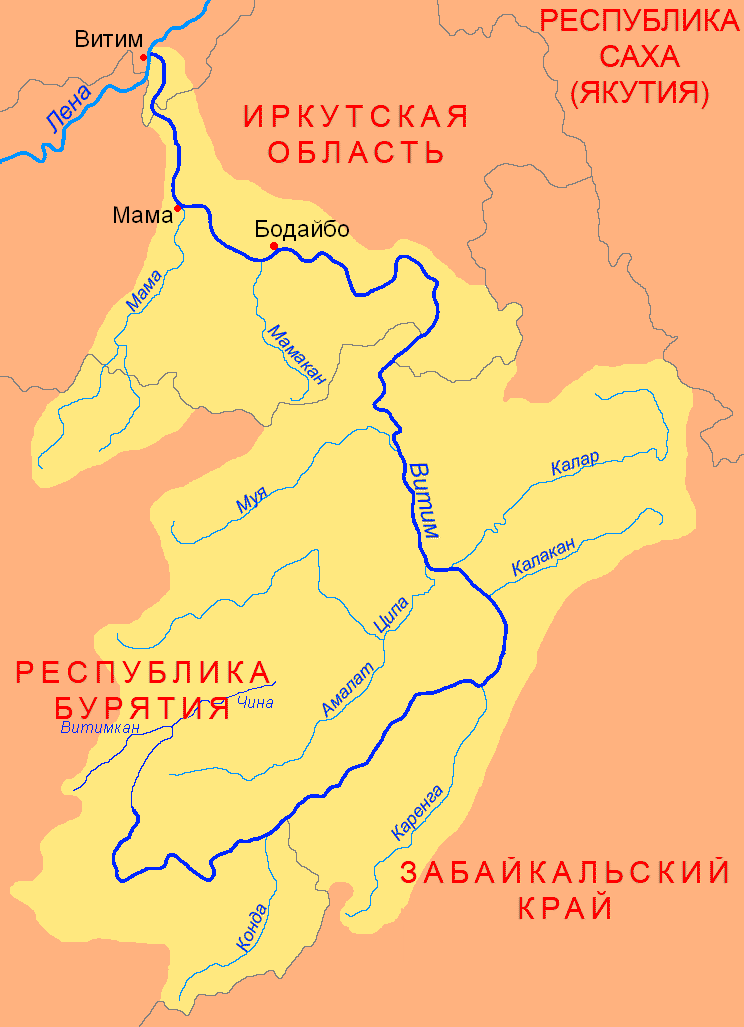
Бассейн Витима

| Средний расход воды (м³/с) реки Мамы по месяцам с 1970 по 1990 гг. (замеры производились на гидрологическом посту в районе рп Луговский, в 34 км от устья) |